# 2003 a filmművészetben

## Események
- február 24. – A zongorista, rendező Roman Polański, 7 César-díjat nyer: Legjobb film, Legjobb rendező, Legjobb színész, Legjobb hang, Legjobb látványterv, Legjobb zene és Legjobb operatőr kategóriákban.
- november 17.: Arnold Schwarzeneggert kormányzóvá választják Kaliforniában.
- december 31. Az Academy of Motion Picture Arts and Sciences 254 filmet nevez a 2003-ban gyártott filmek közül az Oscar-díjra előzetesen.

## Sikerfilmek
| #  | cím                                          | stúdió    | összbevétel    | észak-amerikai bevétel | gyártási költség |
| -- | -------------------------------------------- | --------- | -------------- | ---------------------- | ---------------- |
| 1  | A Gyűrűk Ura: A király visszatér             | New Line  | $1 119 263 306 | $377 027 325           | $94 000          |
| 2  | Némó nyomában                                | Disney    | $864 625 978   | $339 714 978           | $94 000          |
| 3  | Mátrix: Újratöltve                           | Warner    | $738 599 701   | $281 576 461           | $150 000         |
| 4  | A Karib-tenger kalózai: A Fekete Gyöngy átka | Disney    | $654 264 015   | $305 413 918           | $140 000         |
| 5  | A minden6ó                                   | Universal | $484 592 874   | $242 829 261           | $81 000          |
| 6  | Az utolsó szamuráj                           | Warner    | $456 758 981   | $111 127 263           | $140 000         |
| 7  | Terminátor 3.: A gépek lázadása              | Warner    | $433 371 112   | $150 371 112           | $200 000         |
| 8  | Mátrix: Forradalmak                          | Warner    | $424 988 211   | $139 313 948           | $150 000         |
| 9  | X-Men 2.                                     | Fox       | $407 557 613   | $214 949 694           | $110 000         |
| 10 | Bad Boys II. – Már megint a rosszfiúk        | Sony      | $273 339 556   | $138 608 444           | $130 000         |

## Filmbemutatók

### Magyar filmek
| Cím                          | Rendező                           |
| ---------------------------- | --------------------------------- |
| Apám beájulna                | Sas Tamás                         |
| Bánk bán                     | Káel Csaba                        |
| A boldogság színe            | Pacskovszky József                |
| Boldog születésnapot         | Fazekas Csaba                     |
| Bolondok éneke               | Bereczki Csaba                    |
| Egy hét Pesten és Budán      | Makk Károly                       |
| Kelj fel, komám, ne aludjál! | Jancsó Miklós                     |
| Kontroll                     | Antal Nimród                      |
| Libiomfi                     | Kálmánchelyi Zoltán és Végh Zsolt |
| Magyar szépség               | Gothár Péter                      |
| Rengeteg                     | Fliegauf Benedek                  |
| Rinaldo                      | Tóth Tamás                        |
| A Szent Lőrinc folyó lazacai | András Ferenc                     |
| Szerelemtől sújtva           | Sas Tamás                         |
| Táncalak                     | Grunwalsky Ferenc                 |
| Telitalálat                  | Kardos Sándor                     |
| Tesó                         | Dyga Zsombor                      |
| Ufoman                       | Pusztai Zsolt                     |
| Vagabond                     | Szomjas György                    |

### Észak-amerikai, országos bemutatók
január – december

| Magyar cím                                    | Eredeti cím                                            | Rendező                          | Stúdió / Forgalmazó   | [ 5 ] |
| --------------------------------------------- | ------------------------------------------------------ | -------------------------------- | --------------------- | ----- |
| Az 1000 halott háza                           | House of 1000 Corpses                                  | Rob Zombie                       | Lionsgate Films       |       |
| 28 nappal később                              | 28 Days Later                                          | Danny Boyle                      | Fox Searchlight       |       |
| Aki bújt, aki nem 2.: A második este          | Jeepers Creepers 2                                     | Victor Salva                     | United Artists        |       |
| Alex és Emma – Regény az életünk              | Alex & Emma                                            | Rob Reiner                       | Warner Bros.          |       |
| Államfőnök                                    | Head of State                                          | Chris Rock                       | DreamWorks Pictures   |       |
| Álomcsapda                                    | Dreamcatcher                                           | Lawrence Kasdan                  | Warner Bros.          |       |
| Az Amazonas kincse                            | The Rundown                                            | Peter Berg                       | Universal Pictures    |       |
| A macska – Le a kalappal!                     | The Cat in the Hat                                     | Bo Welch                         | Universal Pictures    |       |
| Amerikai pite: Az esküvő                      | American Wedding                                       | Jesse Dylan                      | Universal Pictures    |       |
| Apósok akcióban                               | The In-Laws                                            | Andrew Fleming                   | Warner Bros.          |       |
| Azonosság                                     | Identity                                               | James Mangold                    | Sony / Columbia       |       |
| Bad Boys II. – Már megint a rosszfiúk         | Bad Boys II                                            | Michael Bay                      | Sony / Columbia       |       |
| Beavatás                                      | The Recruit                                            | Roger Donaldson                  | Buena Vista           |       |
| Bolondos dallamok: Újra bevetésen             | Looney Tunes: Back in Action                           | Joe Dante                        | Warner Bros.          |       |
| Bölcsőd lesz a koporsód                       | Cradle 2 the Grave                                     | Andrzej Bartkowiak               | Warner Bros.          |       |
| A bűn rendje                                  | The Order                                              | Brian Helgeland                  | 20th Century Fox      |       |
| Charlie angyalai: Teljes gázzal               | Charlie's Angels: Full Throttle                        | McG                              | Sony / Columbia       |       |
| Csak az a szex                                | Anything Else                                          | Woody Allen                      | DreamWorks Pictures   |       |
| Csaó, Lizzie!                                 | The Lizzie McGuire Movie                               | Jim Fall                         | Buena Vista           |       |
| Csavard be, mint Beckham                      | Bend It Like Beckham                                   | Gurinder Chadha                  | Fox Searchlight       |       |
| Daredevil – A Fenegyerek                      | Daredevil                                              | Mark Steven Johnson              | 20th Century Fox      |       |
| Dark Blue                                     | Dark Blue                                              | Ron Shelton                      | United Artists        |       |
| David Gale élete                              | The Life of David Gale                                 | Alan Parker                      | Universal Pictures    |       |
| Deszkások                                     | Grind                                                  | Casey La Scala                   | Warner Bros.          |       |
| Doktor Szöszi 2.                              | Legally Blonde 2: Red, White and Blonde                | Charles Herman-Wurmfeld          | Metro-Goldwyn-Mayer   |       |
| Dumb és Dumber: Dilibogyók 2.                 | Dumb and Dumberer: When Harry Met Lloyd                | Troy Miller                      | New Line Cinema       |       |
|                                               | DysFunKtional Family                                   | George Gallo                     | Miramax Films         |       |
| A dzsungel könyve 2.                          | The Jungle Book 2                                      | Steve Trenbirth                  | Buena Vista           |       |
| Egy húron                                     | A Mighty Wind                                          | Christopher Guest                | Warner Bros.          |       |
| Az eltűntek                                   | The Missing                                            | Ron Howard                       | Sony (Revolution)     |       |
| Elvarázsolt kastély                           | The Haunted Mansion                                    | Rob Minkoff                      | Buena Vista           |       |
| Elveszett jelentés                            | Lost in Translation                                    | Sofia Coppola                    | Focus Features        |       |
| Esküdni mernék                                | A Guy Thing                                            | Chris Koch                       | Metro-Goldwyn-Mayer   |       |
| Fecsegő tipegők: A vadon szaga                | Rugrats Go Wild                                        | John Eng és Norton Virgien       | Paramount Pictures    |       |
| Fegyvertársak                                 | Open Range                                             | Kevin Costner                    | Buena Vista           |       |
| A fehér csóka                                 | Malibu's Most Wanted                                   | John Whitesell                   | Warner Bros.          |       |
| A felejtés bére                               | Paycheck                                               | John Woo                         | Paramount Pictures    |       |
| Felül semmi                                   | Calendar Girls                                         | Nigel Cole                       | Buena Vista           |       |
| Flört a fellegekben                           | View from the Top                                      | Bruno Barreto                    | Miramax Films         |       |
| A főnököm lánya                               | My Boss's Daughter                                     | David Zucker                     | Dimension Films       |       |
| Freddy vs. Jason                              | Freddy Vs. Jason                                       | Ronny Yu                         | New Line Cinema       |       |
| A fülke                                       | Phone Booth                                            | Joel Schumacher                  | 20th Century Fox      |       |
| Gengszter románc                              | Gigli                                                  | Martin Brest                     | Sony (Revolution)     |       |
| Golyóálló szerzetes                           | Bulletproof Monk                                       | Paul Hunter                      | Metro-Goldwyn-Mayer   |       |
| Gothika                                       | Gothika                                                | Mathieu Kassovitz                | Warner Bros.          |       |
| A Gyűrűk Ura: A király visszatér              | The Lord of the Rings: The Return of the King          | Peter Jackson                    | New Line Cinema       |       |
| Hajó a vége                                   | Boat Trip                                              | Mort Nathan                      | Artisan Entertainment |       |
| Halálosabb iramban                            | 2 Fast 2 Furious                                       | John Singleton                   | Universal Pictures    |       |
| Halálos kitérő                                | Wrong Turn                                             | Rob Schmidt                      | 20th Century Fox      |       |
| Határok nélkül                                | Beyond Borders                                         | Martin Campbell                  | Paramount Pictures    |       |
| Hideghegy                                     | Cold Mountain                                          | Anthony Minghella                | Miramax Films         |       |
| Hogyan veszítsünk el egy pasit 10 nap alatt   | How to Lose a Guy in 10 Days                           | Donald Petrie                    | Paramount Pictures    |       |
| Hollywoodi őrjárat                            | Hollywood Homicide                                     | Ron Shelton                      | Sony (Revolution)     |       |
| Holtak háza                                   | House of the Dead                                      | Uwe Boll                         | Artisan Entertainment |       |
| Honey                                         | Honey                                                  | Bille Woodruff                   | Universal Pictures    |       |
| Horrorra akadva 3.                            | Scary Movie 3                                          | David Zucker                     | Dimension Films       |       |
| Hulk                                          | The Hulk                                               | Ang Lee                          | Universal Pictures    |       |
| Idővonal                                      | Timeline                                               | Richard Donner                   | Paramount Pictures    |       |
| Időzavarban                                   | Out of Time                                            | Carl Franklin                    | Metro-Goldwyn-Mayer   |       |
| Igazából szerelem                             | Love Actually                                          | Richard Curtis                   | Universal Pictures    |       |
| Istenek és hadvezérek                         | Gods and Generals                                      | Ronald F. Maxwell                | Warner Bros.          |       |
| Az ítélet eladó                               | Runaway Jury                                           | Gary Fleder                      | 20th Century Fox      |       |
| Jéghideg otthon                               | Cold Creek Manor                                       | Mike Figgis                      | Buena Vista           |       |
| Jó fiú!                                       | Good Boy!                                              | John Hoffman                     | Metro-Goldwyn-Mayer   |       |
| Johnny English                                | Johnny English                                         | Peter Howitt                     | Universal Pictures    |       |
| Jószomszédi iszony                            | Duplex                                                 | Danny DeVito                     | Miramax Films         |       |
| Kabinláz                                      | Cabin Fever                                            | Eli Roth                         | Lionsgate Films       |       |
| Kapitány és katona: A világ túlsó oldalán     | Master and Commander: The Far Side of the World        | Peter Weir                       | 20th Century Fox      |       |
| A Karib-tenger kalózai: A Fekete Gyöngy átka  | Pirates of the Caribbean: The Curse of the Black Pearl | Gore Verbinski                   | Buena Vista           |       |
| Kegyetlen bánásmód                            | Intolerable Cruelty                                    | Joel Coen                        | Universal Pictures    |       |
| Kémkölykök 3-D – Game Over                    | Spy Kids 3D: Game Over                                 | Robert Rodríguez                 | Dimension Films       |       |
| Kenguru Jack                                  | Kangaroo Jack                                          | David McNally                    | Warner Bros.          |       |
| Kiképzőtábor                                  | Basic                                                  | John McTiernan                   | Sony / Columbia       |       |
| Kill Bill                                     | Kill Bill: Vol. 1                                      | Quentin Tarantino                | Miramax Films         |       |
| Ki nevel a végén?                             | Anger Management                                       | Peter Segal                      | Sony (Revolution)     |       |
| Kísértés két szólamban                        | The Fighting Temptations                               | Jonathan Lynn                    | Paramount Pictures    |       |
| Kis nagy színész                              | Dickie Roberts: Former Child Star                      | Sam Weisman                      | Paramount Pictures    |       |
| Lara Croft: Tomb Raider 2. – Az élet bölcsője | Lara Croft Tomb Raider: The Cradle of Life             | Jan de Bont                      | Paramount Pictures    |       |
| Leharcolt oroszlánok                          | Secondhand Lions                                       | Tim McCanlies                    | New Line Cinema       |       |
| Lépéselőny                                    | Confidence                                             | James Foley                      | Lionsgate Films       |       |
| Londoni csapás                                | Shanghai Knights                                       | David Dobkin                     | Buena Vista           |       |
| Mackótestvér                                  | Brother Bear                                           | Aaron Blaise és Robert Walker    | Buena Vista           |       |
| A Macska – Le a kalappal!                     | The Cat in the Hat                                     | Bo Welch                         | Universal Pictures    |       |
| A mag                                         | The Core                                               | Jon Amiel                        | Paramount Pictures    |       |
| Malacka, a hős                                | Piglet's Big Movie                                     | Francis Glebas                   | Buena Vista           |       |
| Mátrix: Forradalmak                           | The Matrix Revolutions                                 | Andy Wachowski és Lana Wachowski | Warner Bros.          |       |
| Mátrix: Újratöltve                            | The Matrix Reloaded                                    | Andy Wachowski és Lana Wachowski | Warner Bros.          |       |
| A medál                                       | The Medallion                                          | Gordon Chan                      | TriStar Pictures      |       |
| Mi a manó                                     | Elf                                                    | Jon Favreau                      | New Line Cinema       |       |
| A minden6ó                                    | Bruce Almighty                                         | Tom Shadyac                      | Universal Pictures    |       |
| Minden végzet nehéz                           | Something's Gotta Give                                 | Nancy Meyers                     | Sony / Columbia       |       |
| Miről álmodik a lány                          | What a Girl Wants                                      | Dennie Gordon                    | Warner Bros.          |       |
| Mona Lisa mosolya                             | Mona Lisa Smile                                        | Mike Newell                      | Sony (Revolution)     |       |
| Nagydumás kiscsajok                           | Uptown Girls                                           | Boaz Yakin                       | Metro-Goldwyn-Mayer   |       |
| Nagy hal                                      | Big Fish                                               | Tim Burton                       | Sony / Columbia       |       |
| A Nap könnyei                                 | Tears of the Sun                                       | Antoine Fuqua                    | Sony (Revolution)     |       |
| Napsütötte Toszkána                           | Under the Tuscan Sun                                   | Audrey Wells                     | Buena Vista           |       |
| Nem férek a bőrödbe                           | Freaky Friday                                          | Mark Waters                      | Buena Vista           |       |
| Némó nyomában                                 | Finding Nemo                                           | Andrew Stanton                   | Buena Vista           |       |
| Nemzetbiztonság Bt.                           | National Security                                      | Dennis Dugan                     | Sony / Columbia       |       |
| Nyafka X                                      | Marci X                                                | Richard Benjamin                 | Paramount Pictures    |       |
| Nyílt seb                                     | In the Cut                                             | Jane Campion                     | Sony / Screen Gems    |       |
| Az olasz meló                                 | The Italian Job                                        | F. Gary Gray                     | Paramount Pictures    |       |
| Oviapu                                        | Daddy Day Care                                         | Steve Carr                       | Sony (Revolution)     |       |
| ÖcsiKém                                       | Agent Cody Banks                                       | Harald Zwart                     | Metro-Goldwyn-Mayer   |       |
| Pán Péter                                     | Peter Pan                                              | P. J. Hogan                      | Universal Pictures    |       |
| Pokolba a szerelemmel!                        | Down with Love                                         | Peyton Reed                      | 20th Century Fox      |       |
| Rádió                                         | Radio                                                  | Michael Tollin                   | Sony (Revolution)     |       |
| A rém                                         | Monster                                                | Patty Jenkins                    | Newmarket Films       |       |
| Rocksuli                                      | School of Rock                                         | Richard Linklater                | Paramount Pictures    |       |
| A sógorok réme                                | Deliver Us from Eva                                    | Gary Hardwick                    | Focus Features        |       |
| A sötétség leple                              | Darkness Falls                                         | Jonathan Liebesman               | Sony (Revolution)     |       |
| Stanley, a szerencse fia                      | Holes                                                  | Andrew Davis                     | Buena Vista           |       |
| Strandszerelem                                | From Justin to Kelly                                   | Robert Iscove                    | 20th Century Fox      |       |
| Sulihuligánok                                 | Old School                                             | Todd Phillips                    | DreamWorks Pictures   |       |
| S.W.A.T. – Különleges kommandó                | S.W.A.T.                                               | Clark Johnson                    | Sony / Columbia       |       |
| Szakítópróba                                  | Just Married                                           | Shawn Levy                       | 20th Century Fox      |       |
| Szerelemért szerelem                          | Love Don't Cost a Thing                                | Troy Beyer                       | Warner Bros.          |       |
| Szerelmi leckék hitetleneknek                 | How to Deal                                            | Clare Kilner                     | New Line Cinema       |       |
| Szindbád – A hét tenger legendája             | Sinbad: Legend of the Seven Seas                       | Patrick Gilmore és Tim Johnson   | DreamWorks Pictures   |       |
| A szövetség                                   | The League of Extraordinary Gentlemen                  | Stephen Norrington               | 20th Century Fox      |       |
| Tapló télapó                                  | Bad Santa                                              | Terry Zwigoff                    | Dimension Films       |       |
| Terminátor 3.: A gépek lázadása               | Terminator 3: Rise of the Machines                     | Jonathan Mostow                  | Warner Bros.          |       |
| A texasi láncfűrészes                         | The Texas Chainsaw Massacre                            | Marcus Nispel                    | New Line Cinema       |       |
| Titokzatos folyó                              | Mystic River                                           | Clint Eastwood                   | Warner Bros.          |       |
| Több a sokknál                                | Bringing Down the House                                | Adam Shankman                    | Buena Vista           |       |
| Trükkös fiúk                                  | Matchstick Men                                         | Ridley Scott                     | Warner Bros.          |       |
| Tucatjával olcsóbb                            | Cheaper by the Dozen                                   | Shawn Levy                       | 20th Century Fox      |       |
| Túl közeli rokon                              | Stuck on You                                           | Bobby Farrelly és Peter Farrelly | 20th Century Fox      |       |
| Túl mindenen                                  | A Man Apart                                            | F. Gary Gray                     | New Line Cinema       |       |
| Túl nagy család                               | It Runs in the Family                                  | Fred Schepisi                    | Metro-Goldwyn-Mayer   |       |
| Tupac: Feltámadás                             | Tupac: Resurrection                                    | Lauren Lazin                     | Paramount Pictures    |       |
| Underworld                                    | Underworld                                             | Len Wiseman                      | Sony / Screen Gems    |       |
| Az utolsó szamuráj                            | The Last Samurai                                       | Edward Zwick                     | Warner Bros.          |       |
| Vad motorosok                                 | Biker Boyz                                             | Reggie Rock Bythewood            | DreamWorks Pictures   |       |
| Vágta                                         | Seabiscuit                                             | Gary Ross                        | Universal Pictures    |       |
| Válás francia módra                           | Le divorce                                             | James Ivory                      | Fox Searchlight       |       |
| Való Cancun                                   | The Real Cancun                                        | Rick de Oliveira                 | New Line Cinema       |       |
| Végső állomás 2.                              | Final Destination 2                                    | David R. Ellis                   | New Line Cinema       |       |
| Veszett vad                                   | The Hunted                                             | William Friedkin                 | Paramount Pictures    |       |
| Volt egyszer egy Mexikó                       | Once Upon a Time in Mexico                             | Robert Rodríguez                 | Sony / Columbia       |       |
| Willard                                       | Willard                                                | Glen Morgan                      | New Line Cinema       |       |
| X-Men 2.                                      | X2: X-Men United                                       | Bryan Singer                     | 20th Century Fox      |       |

### További bemutatók
| Magyar cím                               | Eredeti cím                          | Rendező                     | [ 5 ] |
| ---------------------------------------- | ------------------------------------ | --------------------------- | ----- |
| 21 gramm                                 | 21 Grams                             | Alejandro González Iñárritu |       |
| A bálnalovas                             | Whale Rider                          | Niki Caro                   |       |
| Barbárok a kapuk előtt                   | Les invasions barbares               | Denys Arcand                |       |
| Dal egy agyonvert fiúért                 | Song for a Raggy Boy                 | Aisling Walsh               |       |
| És a főszerepben Pancho Villa, mint maga | And Starring Pancho Villa as Himself | Bruce Beresford             |       |
| A háború ködében                         | The Fog of War                       | Errol Morris                |       |
| A hazugsággyáros                         | Shattered Glass                      | Billy Ray                   |       |
| Leány gyöngy fülbevalóval                | Girl with a Pearl Earring            | Peter Webber                |       |
| Pofa be!                                 | Tais-toi!                            | Francis Veber               |       |
| Rekonstrukció                            | Reconstruction                       | Christoffer Boe             |       |
|                                          | Sky High                             | Ryûhei Kitamura             |       |
| Született bankrablók                     | Scorched                             | Gavin Grazer                |       |
| Tavasz, nyár, ősz, tél… és tavasz        | Bom yeoreum gaeul gyeoul geurigo bom | Ki-duk Kim                  |       |
| Taxi 3.                                  | Taxi 3                               | Gérard Krawczyk             |       |
| A törvényen kívüli                       | Ned Kelly                            | Gregor Jordan               |       |
| Úszóbajnok                               | Swimming Upstream                    | Russell Mulcahy             |       |
| Young Adam                               | Young Adam                           | David Mackenzie             |       |

## Díjak, fesztiválok
- 75. Oscar-gála
  - legjobb film: Chicago
  - legjobb színész: Adrien Brody – A zongorista
  - legjobb színésznő: Nicole Kidman – Az órák
- 28. César-díjátadó (február 22.)
  - Film: A zongorista, rendezte Roman Polański
  - Rendező: Roman Polański, A zongorista
  - Férfi főszereplő: Adrien Brody, A zongorista
  - Női főszereplő: Isabelle Carré, Csak a szépre emlékezem
  - Külföldi film: Kóla, puska, sültkrumpli, rendezte Michael Moore
  - EU film: Beszélj hozzá, rendezte: Pedro Almodóvar
- Golden Globe-díj:
  - Dráma:
  - legjobb film: Az órák
  - legjobb színész: Jack Nicholson – Schmidt története
  - legjobb színésznő: Nicole Kidman – Az órák
  - Musical vagy vígjáték:
  - legjobb film: Chicago
  - legjobb színész: Richard Gere – Chicago
  - legjobb színésznő: Renee Zellweger – Chicago
- BAFTA-díj:
  - legjobb film: A zongorista
  - legjobb színész: Daniel Day-Lewis – New York bandái
  - legjobb színésznő: Nicole Kidman – Az órák
- 56. Cannes-i Fesztivál
- Berlini Nemzetközi Filmfesztivál
- 2003-as Velencei Nemzetközi Filmfesztivál
- 2003-as Magyar Filmszemle

## Halálozások
- január 3. - Kádár Flóra, magyar színművész
- január 4. - Conrad Hall, amerikai operatőr
- január 8. - Ron Goodwin, angol zeneszerző
- január 11. - Maurice Pialat, Francia filmrendező
- január 11. - Anthony Havelock-Allan, Brit forgatókönyvíró
- január 12. - Maurice Gibb, angol énekes, zeneszerző, színész
- január 13. - Norman Panama, amerikai forgatókönyvíró, rendező
- január 17. - Richard Crenna, amerikai színész
- január 23. - Nell Carter, amerikai énekes, színésznő
- január 25. - Robert Rockwell, színész
- január 29. - Peter Shaw, producer
- február 9. - Vera Hruba Ralston, cseh színésznő
- február 18. - Jack Brodsky, filmproducer
- február 22. - Daniel Taradash, amerikai AMPAS tiszteletbeli elnöke, forgatókönyvíró
- február 25. - Alberto Sordi, olasz színész
- március 3. - Horst Buchholz, német színész
- március 6. - Mádi Szabó Gábor, magyar színművész
- március 8. - Karen Morley, színésznő
- március 8. - Adam Faith, angol énekes és színész
- március 9. - Stan Brakhage, filmes
- március 12. - Lynne Thigpen, amerikai színésznő
- március 15. - Thora Hird, angol színésznő
- március 24. - Philip Yordan, amerikai forgatókönyvíró
- március 31. - Michael Jeter, amerikai színész
- április 1. - Leslie Cheung, színész és énekes
- április 2. - Michael Wayne, amerikai filmproducer
- április 2. - Révész György, magyar filmrendező
- április 12. - Sydney Lassick, amerikai színész
- április 17. - Muráti Lili, magyar színésznő
- április 21. - Nina Simone, amerikai énekes
- április 26. - Peter Stone, amerikai író
- április 27. - Elaine Steinbeck, színésznő
- április 30. - Horváth Tivadar, magyar színész, rendező
- május 3. - Suzy Parker, amerikai színésznő
- május 14. - Wendy Hiller, angol színésznő
- május 14. - Robert Stack, amerikai színész
- május 28. - Martha Scott, amerikai színésznő
- június 2. - Richard Cusack, amerikai forgatókönyvíró
- június 7. - Trevor Goddard, angol színész
- június 12. - Gregory Peck, Oscar-díjas amerikai színész
- június 15. - Hume Cronyn, amerikai színész, énekes
- június 29. - Katharine Hepburn, Oscar-díjas amerikai színésznő
- június 30. - Buddy Hackett, humorista, színész
- július 3. - N!xau, namíbiai színész
- július 6. - Buddy Ebsen, amerikai színész
- július 22. - Serge Silberman, producer
- július 25. - John Schlesinger, angol rendező
- július 27. - Bob Hope, amerikai komikus, színész
- augusztus 1. - Marie Trintignant, francia színésznő
- augusztus 2. - Don Estelle, angol színész
- augusztus 9. - Gregory Hines, amerikai színész
- augusztus 30. - Charles Bronson, amerikai színész
- szeptember 8. - Leni Riefenstahl, német rendező
- szeptember 9. - Larry Hovis, amerikai komikus, színész
- szeptember 10. - Harry Goz, rajzfilm hang
- szeptember 11. - John Ritter, amerikai színész
- szeptember 12. - Johnny Cash, amerikai country énekes
- szeptember 16. - Erich Hallhuber, színész
- szeptember 22. - Gordon Jump, amerikai színész
- szeptember 27. - Donald O’Connor, amerikai színész
- szeptember 28. - Elia Kazan, amerikai rendező
- október 2. - Gunther Philipp, amerikai színész
- október 3. - William Steig, amerikai rajzfilm író
- október 5. - Denis Quilley, angol színész
- október 20. - Jack Elam, amerikai színész
- október 21. - Fred Berry, amerikai színész
- október 23. - Tony Capstick, angol színész, humorosta
- október 26. - Elem Klimov, orosz filmrendező
- november 3. - Szemes Marianne, Balázs Béla-díjas filmrendező
- november 4. - Ken Gampu, színész
- november 6. - Eduardo Palomo, mexikói színész
- november 9. - Art Carney, amerikai színész
- november 11. - Robert Brown, angol színész
- november 12. - Jonathan Brandis, amerikai színész
- november 12. - Penny Singleton, amerikai színésznő
- november 13. - Kellie Waymire, amerikai színésznő
- november 14. - Gene Anthony Ray, amerikai színész
- november 15. - Dorothy Loudon, amerikai színésznő
- november 18. - Michael Kamen, amerikai zeneszerző
- november 20. - Kerem Yilmazer, török színész
- november 20. - Robert Addie, angol színész
- november 27. - Will Quadflieg, német színész
- december 3. - David Hemmings, angol színész
- december 14. - Jeanne Crain, amerikai színésznő
- december 17. - Ed Devereaux, ausztrál színész
- december 19. - Hope Lange, amerikai színésznő
- december 27. - Sir Alan Bates, angol színész
- december 30. - Anita Mui, hongkongi színésznő
- december 30. - John Gregory Dunne, amerikai forgatókönyvíró